# Staten van Waals-Vlaanderen

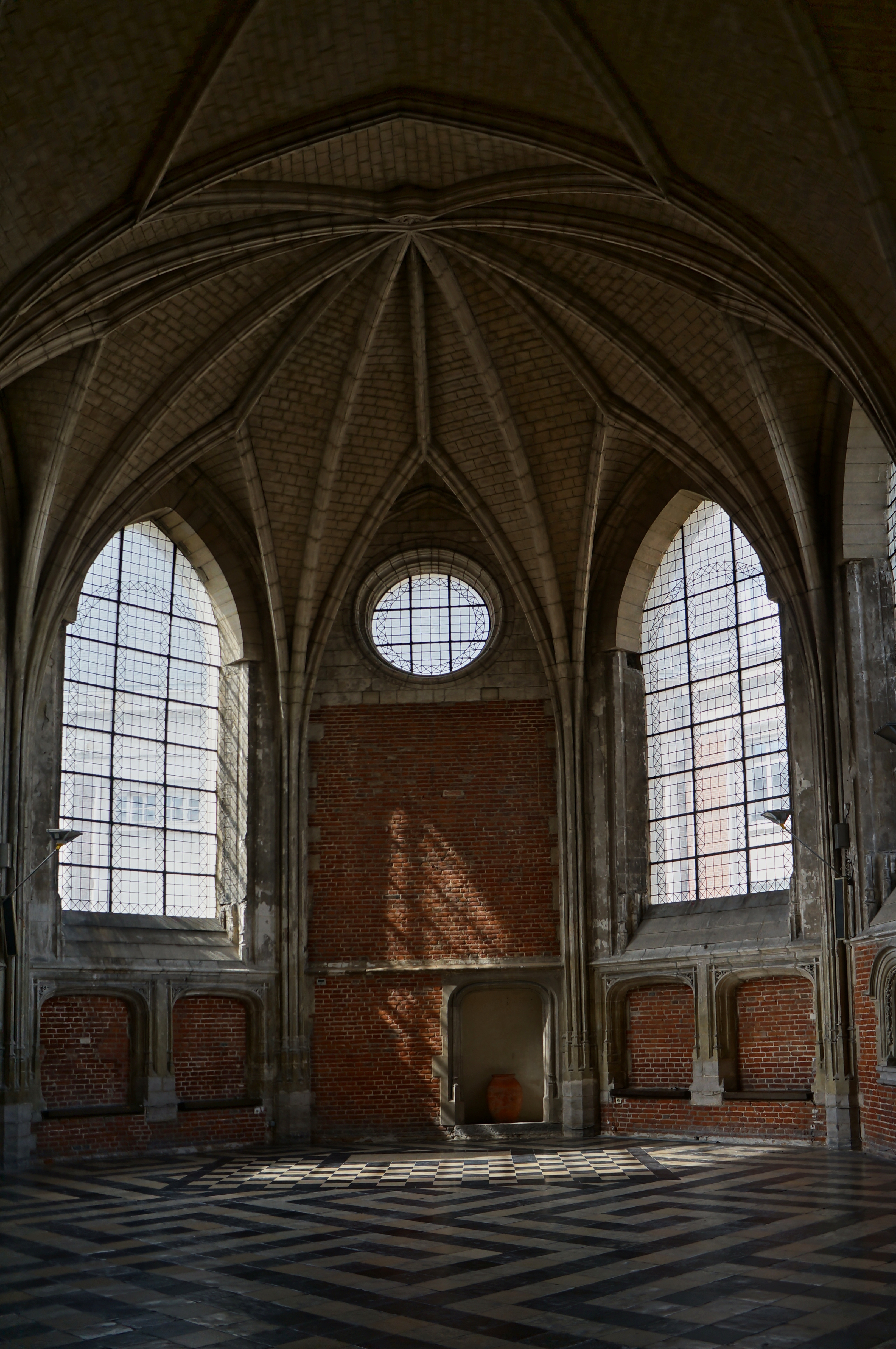
Salle du conclave van het Palais Rihour

De Staten van Waals-Vlaanderen (Frans: États de la Flandre wallonne) waren de statenvergadering die de provincie Waals-Vlaanderen vertegenwoordigde van de 14e tot de 18e eeuw.

## Geschiedenis
Door het Verdrag van Athis-sur-Orge werden de Franstalige kasselrijen Rijsel, Dowaai en Orchies in 1305 afgesplitst van het graafschap Vlaanderen en ondergebracht in het Franse kroondomein. Het gebied werd in 1369 teruggegeven toen Filips de Stoute met een Vlaamse gravendochter trouwde. Toch behield het een apart statuut binnen het graafschap. Men ging spreken van Rijsels-Vlaanderen of Waals-Vlaanderen.
In de 14e en 15e eeuw vormde het een aparte statenvergadering die gemodelleerd was op die van het Vlaamse moedergewest: vier leden, waarvan drie steden en één plattelandsvertegenwoordiging. Elk lid had één stem. In het geval van Waals-Vlaanderen waren de steden Rijsel, Dowaai en Orchies. Voor Rijsel zetelde de volledige stadsmagistraat in het orgaan, terwijl Dowaai en Orchies elk twee vertegenwoordigers uit hun magistraat afvaardigden. Het platteland was vertegenwoordigd door de baljuws van vier uitgestrekte heerlijkheden die de hoge justitie bezaten: Phalempin, Comines, Wavrin en Cysoing. De heer van Phalempin was overigens niemand minder dan de koning van Frankrijk.
Vanaf de 15e eeuw stuurden de Staten van Waals-Vlaanderen afgevaardigden naar de Staten-Generaal van de Zeventien Provinciën. In 1579 sloten ze zich aan bij de katholieke, koningsgezinde Unie van Atrecht.
Door de Franse verovering in 1667 werd de band van Waals-Vlaanderen met de rest van het graafschap en met de Spaanse Nederlanden definitief doorgeknipt. De nieuwe heersers stonden toe dat de privileges van de Staten van Waals-Vlaanderen zorgvuldig en haast onveranderd werden vastgelegd in de artikelen van capitulatie. Niet opgenomen was het recht om beden goed te keuren: behalve voor buitengewone beden, waarmee ze moesten instemmen, hadden de Staten enkel een fiscaal adviesrecht. Formeel behoorde Waals-Vlaanderen daarmee weliswaar tot de Pays d'États onder de Franse provincies, maar feitelijk was het toch een forse beperking op de inspraak. Een contentieus punt in de capitulatie was voorts de blijvende afwezigheid van adel en clerus. In het systeem van de vier leden waren ze niet als stand vertegenwoordigd, hoewel zeker het rurale lid de facto adellijke belangen behartigde. De twee hoge standen zouden daarom de constitutie gedurig aanvechten en uiteindelijk rijkelijk laat, in 1788, in hun opzet slagen en toegang krijgen.
In de 18e eeuw waren de Staten van Waals-Vlaanderen samengesteld uit de afgevaardigden van Rijsel, Dowaai en Orchies. Ze vergaderden jaarlijks te Rijsel onder het voorzitterschap van de provincie-gouverneur. De Franse koning werd door de intendant vertegenwoordigd.
In 1789 maakte de Franse Revolutie een einde aan het bestaan van de provincies en dus ook aan dat van de Waals-Vlaamse Staten. Op 9 maart 1789 sloten ze plechtig de deuren van hun jaarlijkse vergaderplaats, de Salle du Conclave in het Palais Rihour. Voor de 286 personeelsleden werd een oplossing gezocht.

## Bron
- Marie-Laure Legay, Les états provinciaux dans la construction de l'état moderne, aux XVIIe et XVIIIe siècles, 2001, p. 30-34

## Voetnoten
1. 1 2 3  Antoon Viaene, Veelnamig Vlaanderen. Vervolg van 1971, in: Biekorf, vol. 73, 1972, p. 357 (De Staten van Waals-Vlaanderen (Etats de la Flandre Wallonne), samengesteld uit de afgevaardigden van Rijsel, Dowaai en Orchies, vergaderden jaarlijks te Rijsel onder het voorzitterschap van de provincie-gouverneur; de intendant vertegenwoordigde er de Franse koning. Deze Staten hadden hun eigen zegel dat in het Museum van Rijsel bewaard is.)
2. ↑  Marie-Laure Legay, "La fin du pouvoir provincial (4 août 1789-21 septembre 1791)", in: Annales historiques de la Révolution française, 2003, p. 25-53. DOI:10.4000/ahrf.821